# 沙恩·内勒
沙恩·内勒（英語：Shane Naylor，1967年11月3日—），澳大利亚男子田径运动员，主攻短跑。他曾代表澳大利亚参加1994年英联邦运动会田径比赛，获得男子4×100米接力银牌。